# Panicum exiguum
Panicum exiguum är en gräsart som beskrevs av Carl Christian Mez. Panicum exiguum ingår i släktet vipphirser, och familjen gräs. Inga underarter finns listade i Catalogue of Life.